# Stary Majdan (Biłgoraj)
Pour les articles homonymes, voir Stary Majdan.
Stary Majdan (prononciation : [ˈstarɨ ˈmai̯dan]) est un village polonais de la gmina de Księżpol dans le powiat de Biłgoraj de la voïvodie de Lublin dans l'est de la Pologne.
Il se situe à environ 7 kilomètres au nord-ouest de Księżpol (siège de la gmina), 9 kilomètres au sud de Biłgoraj (siège du powiat) et 87 kilomètres au sud de Lublin (capitale de la voïvodie).
Le village comptait approximativement une population de 746 habitants en 2008.

## Histoire
De 1975 à 1998, le village est attaché administrativement à la voïvodie de Zamość.

Depuis 1999, il fait partie de la voïvodie de Lublin.